# Llanbadarn Fawr, Ceredigion
Llanbadarn Fawr är en community i Storbritannien.   Den ligger i kommunen Ceredigion och riksdelen Wales, i den södra delen av landet, 280 km väster om huvudstaden London. Antalet invånare är 3 380.
Llanbadarn Fawr gränsar i väster till Aberystwyth och större delen av communityn utgör en del av Aberystwyth tätort.